# Adetus pusillus
Adetus pusillus es una especie de escarabajo del género Adetus, familia Cerambycidae. Fue descrita científicamente por Fairmaire & Germain en 1859.
Habita en Argentina, Chile y Uruguay. Los machos y las hembras miden aproximadamente 5,5-8 mm. El período de vuelo de esta especie ocurre en el mes de noviembre.